# スティーブ・バリー
スティーブ・バリー（Steeve Barry、1991年4月8日 - ）は、プロD2・ビアリッツ・オランピックに所属するラグビー選手。

## プロフィール
- フランス・リュフェック出身[1]。
- ポジションはスクラムハーフ(SH)。
- 身長 181cm、体重 85kg
- リオ五輪の7人制フランス代表に選ばれた[2]。

## 略歴
ラ・ロシェルを経て、2019年、ビアリッツ・オランピックに加入。